# Brownismo

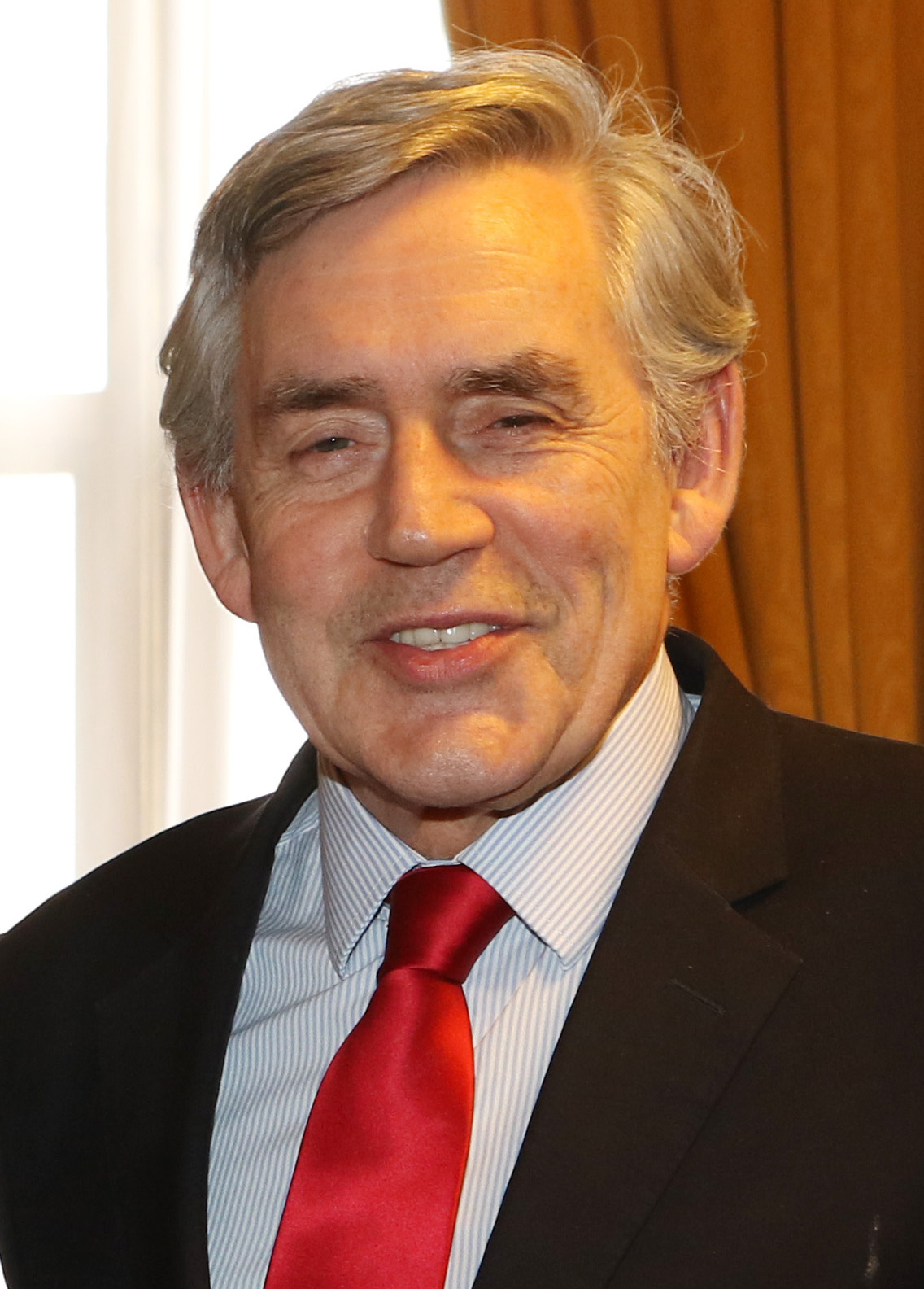
Gordon Brown, da cui prende il nome il Brownismo

Il Brownismo (in inglese Brownism) è il termine con cui si descrive l'ideologia politica socialdemocratica dell'ex  Primo ministro del Regno Unito e leader del Partito Laburista Gordon Brown, che venne citato originariamente in un articolo del giornalista della BBC Mark Easton. L'identificatore personale correlato Brownite è stato usato per descrivere persone vicine a Brown. In un articolo, Anthony Giddens sosteneva che, in contrasto con la Blairite, l'aggettivo usato per riferirsi all'ideologia politica di Tony Blair, i Brownite tendono ad essere meno entusiasti delle riforme guidate dal mercato come tasse scolastiche e fondazione di ospedali e più appassionato del ruolo dello stato, meno critico dei legami del Labour con i sindacati e critico delle tecniche di gestione dei media come l'uso degli spin doctor. Will Hutton ha opinato: "Come Tony Blair, è [Gordon Brown] crede in una società pluralista ed equa, nella mobilità sociale e nel sposare l'efficienza economica con la giustizia sociale".

## Brownites
Oltre allo stesso Brown, i seguenti importanti politici laburisti sono spesso considerati Brownites, ma potrebbero non identificarsi come tali:
- Alistair Darling[6]
- Dawn Primarolo[6]
- Des Browne[6]
- Donald Dewar[7]
- Ed Balls[8]
- Ed Miliband[8]
- Harriet Harman[6][9]
- Kevan Jones[10]
- Nick Brown[7]
- Nigel Griffiths[7]
- Shriti Vadera[9]
- Tom Clarke[10]
- Tony Lloyd[11]
- Yvette Cooper[6]